# Vices d'écurie

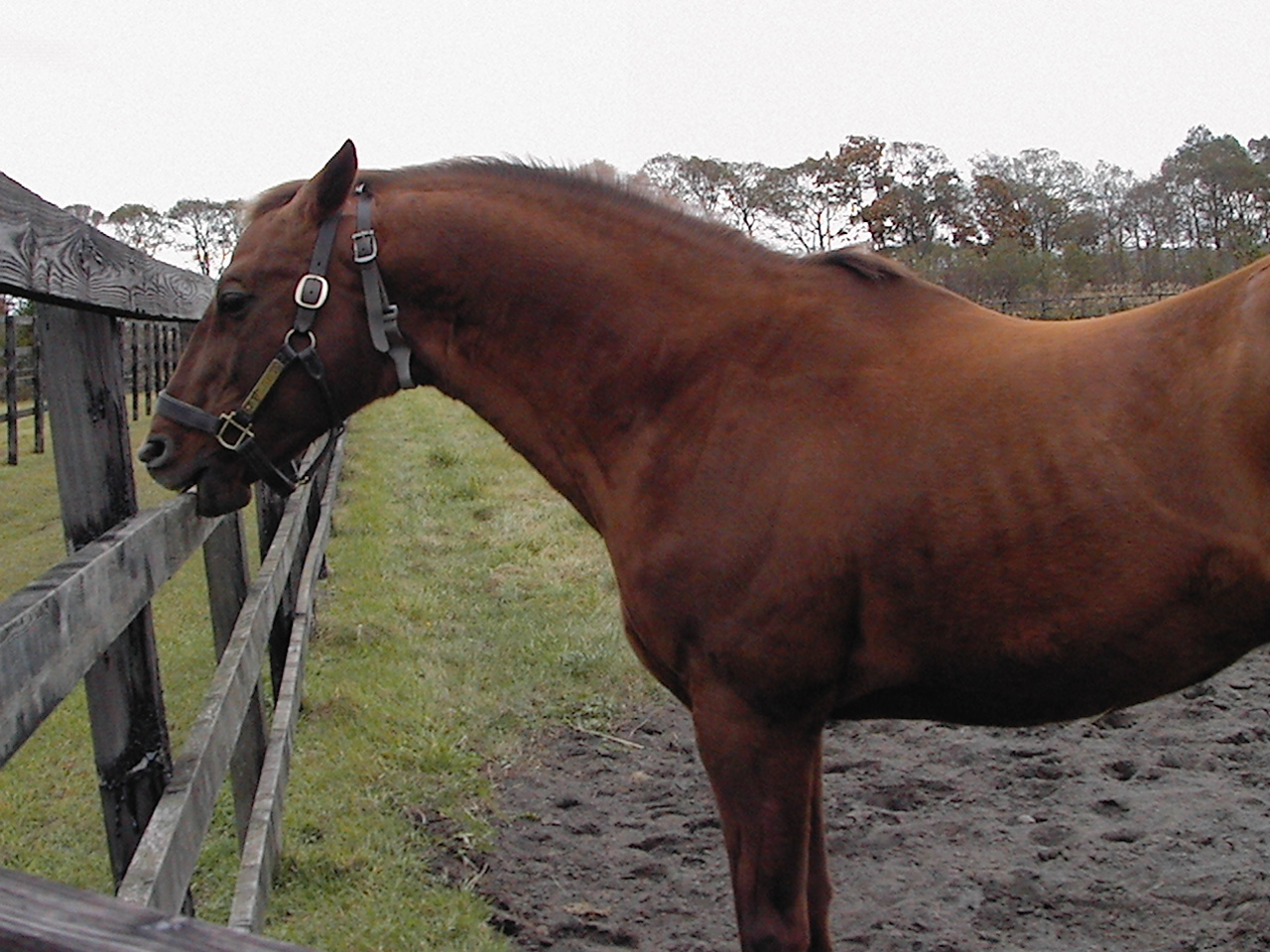
Cheval tiquant à l'appui

Les vices d'écurie sont des troubles du comportement des équidés, tout particulièrement du cheval domestique. Ils sont considérés comme des habitudes indésirables chez cette espèce. Les vices d'écurie résultent de conditions d'hébergement, généralement en écurie, qui ne respectent pas les besoins physiques et sociaux des chevaux : faim, ennui, exercices insuffisants, excès d'énergie. Les causes peuvent être multiples, mais les principales sont l'isolement et le manque d'exercice. Leur expression peut être variée.

## Raisons
La vie en box est contraire à la nature du cheval domestique, animal plutôt grégaire, qui a besoin de bouger, de se dépenser et d'être stimulé.

## Principaux vices d'écurie

### Tic à l'appui
Le tic à l'appui, ou tic aérophagique consiste pour un cheval à saisir un objet solide tel que la porte du box ou la barre de clôture avec ses incisives, à arquer son cou et à contracter les muscles inférieurs du cou pour rétracter le larynx vers l'arrière. Ce mouvement coïncide avec une entrée d'air par le pharynx dans l'œsophage, ce qui produit un son caractéristique quelque peu semblable à une éructation. Ce comportement est considéré comme anormal et est souvent qualifié de vice d'écurie.
La succion d'air est un comportement apparenté par lequel le cheval arque son cou et aspire de l'air dans la trachée, mais sans saisir d'objet. Il est généralement considéré que ce comportement fait partie du mécanisme du tic aérophagique et n'est pas un comportement entièrement distinct.
Il est prouvé que les ulcères d'estomac peuvent amener un cheval à adopter un tic aérophagique, et que ce peut être un mécanisme d'adaptation en réponse au stress.
Une étude réalisée en 1998 a montré que le tic à l'appui augmentait les endorphines et n'a trouvé aucune preuve que le tic à l'appui nuit à la santé des chevaux concernés, mais des études ultérieures ont montré que le tic aérophagique et la succion d'air étaient liés à des antécédents de coliques ou à l'apparition ultérieure de coliques,. Une étude a montré que les chevaux adoptaient le tic aérophagique pour tenter de réduire les niveaux de cortisol qui peuvent être provoqués par des situations stressantes. Selon cette étude, la libération à long terme d'hormones de stress peut être nocive et peut provoquer des maladies cardiovasculaires, la dépression et l'immunosuppression.

### Tic de l'ours
Le tic de l'ours, où il prend appui successivement sur le côté droit puis le côté gauche de son corps.

## Lutte contre les vices d'écurie
Il est possible de lutter contre leur propagation en offrant au cheval un jouet d'écurie et en laissant les chevaux en prairie plutôt qu'en box et avec d'autres chevaux.